# Ligue C de la Ligue des nations de l'UEFA 2018-2019
Navigation
Ligue C 2020-2021
La Ligue C de la Ligue des nations 2018-2019 est la troisième division de la Ligue des nations 2018-2019, première édition d'une compétition impliquant les équipes nationales masculines des 55 associations membres de l'UEFA.

## Format
La Ligue C se compose des associations classées de la vingt-cinquième à la trente-neuvième place au Coefficient UEFA des nations, et se divise en trois groupes de quatre équipes et un groupe de trois. Initialement, seuls les vainqueurs de chaque groupe étaient promus en Ligue B pour la saison 2020-2021, tandis que l'équipe classée moins bon troisième et les équipes classées quatrième de chaque groupe étaient reléguées en Ligue D, mais un changement dans le format de l'édition 2020-2021 décidé en septembre 2019 promeut également les deuxièmes et annule les relégations.
De plus, la Ligue C permet l'attribution d'une des quatre places qualificatives pour le Championnat d'Europe de football 2020 par le biais de barrages : les quatre équipes de ligue C les mieux classées ayant échoué à la qualification à l'issue de la phase éliminatoire de l'Euro 2020 prennent part à des barrages, dont le vainqueur sera qualifié pour la compétition.
Si moins de quatre équipes de la Ligue C ont échoué à se qualifier pour le Championnat d'Europe (via les éliminatoires classiques), les places restantes sont attribuées à l'équipe (ou aux équipes) suivante(s) la(les) mieux classée(s) de la ligue D.
Les barrages consistent en deux demi-finales en confrontation unique qui voient, dans chaque ligue, l'équipe la mieux classée affronter la quatrième équipe la mieux classée, et la deuxième équipe la mieux classée affronter la troisième équipe la mieux classée, les matchs se jouant sur le terrain du meilleur classé ; suivies d'une finale entre les deux vainqueurs des demi-finales.

### Tirage au sort
Les équipes sont attribuées à la Ligue C en fonction de leur coefficient UEFA à l'issue de la phase de groupes des Éliminatoires de la Coupe du monde 2018 le 11 octobre 2017. Celles-ci sont reparties en trois chapeaux de quatre équipes et un chapeau de trois équipes, placées selon leur coefficient.
Le tirage au sort de la phase de ligue a eu lieu au SwissTech Convention Center de Lausanne, le 24 janvier 2018.
| Équipe   | Coeff  | Classement |
| -------- | ------ | ---------- |
| Hongrie  | 26,486 | 25         |
| Roumanie | 26,057 | 26         |
| Écosse   | 25,662 | 27         |
| Slovénie | 25,148 | 28         |

| Équipe  | Coeff  | Classement |
| ------- | ------ | ---------- |
| Grèce   | 24,931 | 29         |
| Serbie  | 24,847 | 30         |
| Albanie | 24,430 | 31         |
| Norvège | 24,208 | 32         |

| Équipe     | Coeff  | Classement |
| ---------- | ------ | ---------- |
| Monténégro | 23,912 | 33         |
| Israël     | 22,792 | 34         |
| Bulgarie   | 22,091 | 35         |
| Finlande   | 20,501 | 36         |

| Équipe   | Coeff  | Classement |
| -------- | ------ | ---------- |
| Chypre   | 19,491 | 37         |
| Estonie  | 18,441 | 38         |
| Lituanie | 18,101 | 39         |

## Groupes
Légende des classements
- Promotion en Ligue B

### Groupe 1
| Rang | Équipe  | Pts | J | G | N | P | Bp | Bc | Diff |  | Résultats (▼ dom., ► ext.) |     |     |     |
| ---- | ------- | --- | - | - | - | - | -- | -- | ---- |  | -------------------------- | --- | --- | --- |
| 1    | Écosse  | 9   | 4 | 3 | 0 | 1 | 10 | 4  | +6   |  | Écosse                     |     | 3-2 | 2-0 |
| 2    | Israël  | 6   | 4 | 2 | 0 | 2 | 6  | 5  | +1   |  | Israël                     | 2-1 |     | 2-0 |
| 3    | Albanie | 3   | 4 | 1 | 0 | 3 | 1  | 8  | -7   |  | Albanie                    | 0-4 | 1-0 |     |

| 1re journée                 | Albanie   | 1 - 0   | Israël | Elbasan Arena, Elbasan                        |                                               |
| 7 septembre 2018 20:45 CEST | Xhaka 55e | (0 - 0) |        | Spectateurs : 4 126 Arbitrage : Viktor Kassai | Spectateurs : 4 126 Arbitrage : Viktor Kassai |
| 7 septembre 2018 20:45 CEST | Rapport   |         |        | Spectateurs : 4 126 Arbitrage : Viktor Kassai | Spectateurs : 4 126 Arbitrage : Viktor Kassai |

| 2e journée                   | Écosse                            | 2 - 0   | Albanie | Hampden Park, Glasgow                      |                                            |
| 10 septembre 2018 20:45 CEST | Djimsiti 47e (csc) · Naismith 68e | (0 - 0) |         | Spectateurs : 17 455 Arbitrage : Matej Jug | Spectateurs : 17 455 Arbitrage : Matej Jug |
| 10 septembre 2018 20:45 CEST | Rapport                           |         |         | Spectateurs : 17 455 Arbitrage : Matej Jug | Spectateurs : 17 455 Arbitrage : Matej Jug |

| 3e journée                 | Israël                         | 2 - 1   | Écosse             | Stade Sammy-Ofer, Haïfa      |                              |
| 11 octobre 2018 20:45 CEST | Peretz 52e · Tierney 75e (csc) | (0 - 1) | 25e (pen.) Mulgrew | Arbitrage : Daniel Stefanski | Arbitrage : Daniel Stefanski |
| 11 octobre 2018 20:45 CEST | Rapport                        |         |                    | Arbitrage : Daniel Stefanski | Arbitrage : Daniel Stefanski |

| 4e journée                 | Israël                   | 2 - 0   | Albanie | Stade Turner, Beer-Sheva    |                             |
| 14 octobre 2018 20:45 CEST | Hemed 8e · Saba (en) 83e | (1 - 0) |         | Arbitrage : Paolo Mazzoleni | Arbitrage : Paolo Mazzoleni |
| 14 octobre 2018 20:45 CEST | Rapport                  |         |         | Arbitrage : Paolo Mazzoleni | Arbitrage : Paolo Mazzoleni |

| 5e journée                 | Albanie | 0 - 4   | Écosse                                               | Stade Loro-Boriçi, Shkodër       |                                  |
| 17 novembre 2018 20:45 CET |         | (0 - 2) | 14e Fraser · 45+2e (pen.) Fletcher · 55e 67e Forrest | Arbitrage : Vladislav Bezborodov | Arbitrage : Vladislav Bezborodov |
| 17 novembre 2018 20:45 CET | Rapport |         |                                                      | Arbitrage : Vladislav Bezborodov | Arbitrage : Vladislav Bezborodov |

| 6e journée                 | Écosse              | 3 - 2   | Israël                | Hampden Park, Glasgow   |                         |
| 20 novembre 2018 20:45 CET | Forrest 34e 43e 64e | (2 - 1) | 9e Kayal · 75e Zahavi | Arbitrage : Tobias Welz | Arbitrage : Tobias Welz |
| 20 novembre 2018 20:45 CET | Rapport             |         |                       | Arbitrage : Tobias Welz | Arbitrage : Tobias Welz |

### Groupe 2
| Rang | Équipe   | Pts | J | G | N | P | Bp | Bc | Diff |  | Résultats (▼ dom., ► ext.) |     |     |     |     |
| ---- | -------- | --- | - | - | - | - | -- | -- | ---- |  | -------------------------- | --- | --- | --- | --- |
| 1    | Finlande | 12  | 6 | 4 | 0 | 2 | 5  | 3  | +2   |  | Finlande                   |     | 1-0 | 2-0 | 1-0 |
| 2    | Hongrie  | 10  | 6 | 3 | 1 | 2 | 9  | 6  | +3   |  | Hongrie                    | 2-0 |     | 2-1 | 2-0 |
| 3    | Grèce    | 9   | 6 | 3 | 0 | 3 | 4  | 5  | -1   |  | Grèce                      | 1-0 | 1-0 |     | 0-1 |
| 4    | Estonie  | 4   | 6 | 1 | 1 | 4 | 4  | 8  | -4   |  | Estonie                    | 0-1 | 3-3 | 0-1 |     |

| 1re journée                 | Finlande | 1 - 0   | Hongrie | Stade Tampereen, Tampere                           |                                                    |
| 8 septembre 2018 18:00 CEST | Pukki 7e | (1 - 0) |         | Spectateurs : 10 220 Arbitrage : Gediminas Mažeika | Spectateurs : 10 220 Arbitrage : Gediminas Mažeika |
| 8 septembre 2018 18:00 CEST | Rapport  |         |         | Spectateurs : 10 220 Arbitrage : Gediminas Mažeika | Spectateurs : 10 220 Arbitrage : Gediminas Mažeika |

|            | Estonie | 0 - 1   | Grèce         | A. Le Coq Arena, Tallinn                         |                                                  |
| 20:45 CEST |         | (0 - 1) | 14e Fortoúnis | Spectateurs : 5 567 Arbitrage : Serdar Gözübüyük | Spectateurs : 5 567 Arbitrage : Serdar Gözübüyük |
| 20:45 CEST | Rapport |         |               | Spectateurs : 5 567 Arbitrage : Serdar Gözübüyük | Spectateurs : 5 567 Arbitrage : Serdar Gözübüyük |

| 2e journée                   | Hongrie                       | 2 - 1   | Grèce       | Groupama Aréna, Budapest                     |                                              |
| 11 septembre 2018 20:45 CEST | Sallai 15e · Kleinheisler 42e | (2 - 1) | 18e Manolás | Spectateurs : 0 Arbitrage : Aleksei Kulbakov | Spectateurs : 0 Arbitrage : Aleksei Kulbakov |
| 11 septembre 2018 20:45 CEST | Rapport                       |         |             | Spectateurs : 0 Arbitrage : Aleksei Kulbakov | Spectateurs : 0 Arbitrage : Aleksei Kulbakov |

|            | Finlande  | 1 - 0   | Estonie | Stade Veritas, Turku                          |                                               |
| 20:45 CEST | Pukki 12e | (1 - 0) |         | Spectateurs : 4 632 Arbitrage : Orel Grinfeld | Spectateurs : 4 632 Arbitrage : Orel Grinfeld |
| 20:45 CEST | Rapport   |         |         | Spectateurs : 4 632 Arbitrage : Orel Grinfeld | Spectateurs : 4 632 Arbitrage : Orel Grinfeld |

| 3e journée                 | Grèce         | 1 - 0   | Hongrie | Stade olympique d'Athènes, Athènes |                            |
| 12 octobre 2018 20:45 CEST | Mítroglou 65e | (0 - 0) |         | Arbitrage : Tobias Stieler         | Arbitrage : Tobias Stieler |
| 12 octobre 2018 20:45 CEST | Rapport       |         |         | Arbitrage : Tobias Stieler         | Arbitrage : Tobias Stieler |

|            | Estonie | 0 - 1   | Finlande    | A. Le Coq Arena, Tallinn |                          |
| 20:45 CEST |         | (0 - 0) | 90+1e Pukki | Arbitrage : Craig Pawson | Arbitrage : Craig Pawson |
| 20:45 CEST | Rapport |         |             | Arbitrage : Craig Pawson | Arbitrage : Craig Pawson |

| 4e journée                 | Estonie                                      | 3 - 3   | Hongrie                   | A. Le Coq Arena, Tallinn                      |                                               |
| 15 octobre 2018 20:45 CEST | Luts 20e · Pátkai (en) 70e (csc) · Anier 79e | (1 - 1) | 24e Nagy · 54e 81e Szalai | Spectateurs : 3 043 Arbitrage : Halis Özkahya | Spectateurs : 3 043 Arbitrage : Halis Özkahya |
| 15 octobre 2018 20:45 CEST | Rapport                                      |         |                           | Spectateurs : 3 043 Arbitrage : Halis Özkahya | Spectateurs : 3 043 Arbitrage : Halis Özkahya |

|            | Finlande               | 2 - 0   | Grèce | Stade Tampereen, Tampere |                       |
| 20:45 CEST | Soiri 46e · Kamara 89e | (0 - 0) |       | Arbitrage : Paweł Gil    | Arbitrage : Paweł Gil |
| 20:45 CEST | Rapport                |         |       | Arbitrage : Paweł Gil    | Arbitrage : Paweł Gil |

| 5e journée                 | Hongrie               | 2 - 0   | Estonie | Groupama Aréna, Budapest |                         |
| 15 novembre 2018 20:45 CET | Orban 8e · Szalai 69e | (1 - 0) |         | Arbitrage : Enea Jorgji  | Arbitrage : Enea Jorgji |
| 15 novembre 2018 20:45 CET | Rapport               |         |         | Arbitrage : Enea Jorgji  | Arbitrage : Enea Jorgji |

|           | Grèce              | 1 - 0   | Finlande | Stade Karaïskaki, Le Pirée |                        |
| 20:45 CET | Granlund 25e (csc) | (1 - 0) |          | Arbitrage : Luca Banti     | Arbitrage : Luca Banti |
| 20:45 CET | Rapport            |         |          | Arbitrage : Luca Banti     | Arbitrage : Luca Banti |

| 6e journée                 | Hongrie               | 2 - 0   | Finlande | Groupama Aréna, Budapest  |                           |
| 18 novembre 2018 20:45 CET | Szalai 29e · Nagy 37e | (2 - 0) |          | Arbitrage : Slavko Vinčić | Arbitrage : Slavko Vinčić |
| 18 novembre 2018 20:45 CET | Rapport               |         |          | Arbitrage : Slavko Vinčić | Arbitrage : Slavko Vinčić |

|           | Grèce   | 0 - 1   | Estonie                | Stade Karaïskaki, Le Pirée    |                               |
| 20:45 CET |         | (0 - 1) | 44e (csc) Lambropoulos | Arbitrage : Yevhen Aranovskiy | Arbitrage : Yevhen Aranovskiy |
| 20:45 CET | Rapport |         |                        | Arbitrage : Yevhen Aranovskiy | Arbitrage : Yevhen Aranovskiy |

### Groupe 3
| Rang | Équipe   | Pts | J | G | N | P | Bp | Bc | Diff |  | Résultats (▼ dom., ► ext.) |     |     |     |     |
| ---- | -------- | --- | - | - | - | - | -- | -- | ---- |  | -------------------------- | --- | --- | --- | --- |
| 1    | Norvège  | 13  | 6 | 4 | 1 | 1 | 7  | 2  | +5   |  | Norvège                    |     | 1-0 | 2-0 | 1-0 |
| 2    | Bulgarie | 11  | 6 | 3 | 2 | 1 | 7  | 5  | +2   |  | Bulgarie                   | 1-0 |     | 2-1 | 1-1 |
| 3    | Chypre   | 5   | 6 | 1 | 2 | 3 | 5  | 9  | -4   |  | Chypre                     | 0-2 | 1-1 |     | 2-1 |
| 4    | Slovénie | 3   | 6 | 0 | 3 | 3 | 5  | 8  | -3   |  | Slovénie                   | 1-1 | 1-2 | 1-1 |     |

| 1re journée                 | Slovénie | 1 - 2   | Bulgarie     | Stade Stožice, Ljubljana                     |                                              |
| 6 septembre 2018 20:45 CEST | Zajc 40e | (1 - 1) | 3e 59e Kraev | Spectateurs : 5 100 Arbitrage : Davide Massa | Spectateurs : 5 100 Arbitrage : Davide Massa |
| 6 septembre 2018 20:45 CEST | Rapport  |         |              | Spectateurs : 5 100 Arbitrage : Davide Massa | Spectateurs : 5 100 Arbitrage : Davide Massa |

|            | Norvège          | 2 - 0   | Chypre | Stade Ullevaal, Oslo                          |                                               |
| 20:45 CEST | Johansen 21e 42e | (2 - 0) |        | Spectateurs : 6 572 Arbitrage : István Kovács | Spectateurs : 6 572 Arbitrage : István Kovács |
| 20:45 CEST | Rapport          |         |        | Spectateurs : 6 572 Arbitrage : István Kovács | Spectateurs : 6 572 Arbitrage : István Kovács |

| 2e journée                  | Bulgarie         | 1 - 0   | Norvège | Stade Vassil-Levski, Sofia                       |                                                  |
| 9 septembre 2018 18:00 CEST | Vasilev (en) 59e | (0 - 0) |         | Spectateurs : 7 100 Arbitrage : Daniel Stefański | Spectateurs : 7 100 Arbitrage : Daniel Stefański |
| 9 septembre 2018 18:00 CEST | Rapport          |         |         | Spectateurs : 7 100 Arbitrage : Daniel Stefański | Spectateurs : 7 100 Arbitrage : Daniel Stefański |

|            | Chypre                              | 2 - 1   | Slovénie  | Stade GSP, Nicosie                               |                                                  |
| 20:45 CEST | Sotiríou 69e · Stojanović 89e (csc) | (0 - 0) | 54e Berić | Spectateurs : 1 115 Arbitrage : Andris Treimanis | Spectateurs : 1 115 Arbitrage : Andris Treimanis |
| 20:45 CEST | Rapport                             |         |           | Spectateurs : 1 115 Arbitrage : Andris Treimanis | Spectateurs : 1 115 Arbitrage : Andris Treimanis |

| 3e journée                 | Norvège      | 1 - 0   | Slovénie | Stade Ullevaal, Oslo                            |                                                 |
| 13 octobre 2018 18:00 CEST | Selnæs 45+6e | (1 - 0) |          | Spectateurs : 14 712 Arbitrage : Daniel Siebert | Spectateurs : 14 712 Arbitrage : Daniel Siebert |
| 13 octobre 2018 18:00 CEST | Rapport      |         |          | Spectateurs : 14 712 Arbitrage : Daniel Siebert | Spectateurs : 14 712 Arbitrage : Daniel Siebert |

|            | Bulgarie                   | 2 - 1   | Chypre       | Stade Vassil-Levski, Sofia                       |                                                  |
| 20:45 CEST | Despodov 59e · Nedelev 68e | (0 - 1) | 41e Kástanos | Spectateurs : 10 000 Arbitrage : Srđan Jovanović | Spectateurs : 10 000 Arbitrage : Srđan Jovanović |
| 20:45 CEST | Rapport                    |         |              | Spectateurs : 10 000 Arbitrage : Srđan Jovanović | Spectateurs : 10 000 Arbitrage : Srđan Jovanović |

| 4e journée                 | Norvège         | 1 - 0   | Bulgarie | Stade Ullevaal, Oslo                        |                                             |
| 16 octobre 2018 20:45 CEST | Elyounoussi 31e | (1 - 0) |          | Spectateurs : 9 523 Arbitrage : John Beaton | Spectateurs : 9 523 Arbitrage : John Beaton |
| 16 octobre 2018 20:45 CEST | Rapport         |         |          | Spectateurs : 9 523 Arbitrage : John Beaton | Spectateurs : 9 523 Arbitrage : John Beaton |

|            | Slovénie   | 1 - 1   | Chypre            | Stade Stožice, Ljubljana                  |                                           |
| 20:45 CEST | Skubic 83e | (0 - 1) | 37e Papoulis (en) | Arbitrage : Mads-Kristoffer Kristoffersen | Arbitrage : Mads-Kristoffer Kristoffersen |
| 20:45 CEST | Rapport    |         |                   | Arbitrage : Mads-Kristoffer Kristoffersen | Arbitrage : Mads-Kristoffer Kristoffersen |

| 5e journée                 | Chypre        | 1 - 1   | Bulgarie     | Stade GSP, Nicosie            |                               |
| 16 novembre 2018 20:45 CET | Zachariou 24e | (1 - 0) | 89e Dimitrov | Arbitrage : Mohammed Al-Hakim | Arbitrage : Mohammed Al-Hakim |
| 16 novembre 2018 20:45 CET | Rapport       |         |              | Arbitrage : Mohammed Al-Hakim | Arbitrage : Mohammed Al-Hakim |

|           | Slovénie  | 1 - 1   | Norvège    | Stade Stožice, Ljubljana |                          |
| 20:45 CET | Verbič 9e | (1 - 1) | 85e Johsen | Arbitrage : Ruddy Buquet | Arbitrage : Ruddy Buquet |
| 20:45 CET | Rapport   |         |            | Arbitrage : Ruddy Buquet | Arbitrage : Ruddy Buquet |

| 6e journée                 | Bulgarie   | 1 - 1   | Slovénie | Stade Vassil-Levski, Sofia |                           |
| 19 novembre 2018 20:45 CET | Ivanov 68e | (0 - 0) | 75e Zajc | Arbitrage : Hüseyin Göçek  | Arbitrage : Hüseyin Göçek |
| 19 novembre 2018 20:45 CET | Rapport    |         |          | Arbitrage : Hüseyin Göçek  | Arbitrage : Hüseyin Göçek |

|           | Chypre  | 0 - 2   | Norvège        | Stade GSP, Nicosie     |                        |
| 20:45 CET |         | (0 - 1) | 36e 48e Kamara | Arbitrage : István Vad | Arbitrage : István Vad |
| 20:45 CET | Rapport |         |                | Arbitrage : István Vad | Arbitrage : István Vad |

### Groupe 4
| Rang | Équipe     | Pts | J | G | N | P | Bp | Bc | Diff |  | Résultats (▼ dom., ► ext.) |     |     |     |     |
| ---- | ---------- | --- | - | - | - | - | -- | -- | ---- |  | -------------------------- | --- | --- | --- | --- |
| 1    | Serbie     | 14  | 6 | 4 | 2 | 0 | 11 | 4  | +7   |  | Serbie                     |     | 2-2 | 2-1 | 4-1 |
| 2    | Roumanie   | 12  | 6 | 3 | 3 | 0 | 8  | 3  | +5   |  | Roumanie                   | 0-0 |     | 0-0 | 3-0 |
| 3    | Monténégro | 7   | 6 | 2 | 1 | 3 | 7  | 8  | -1   |  | Monténégro                 | 0-2 | 0-1 |     | 2-0 |
| 4    | Lituanie   | 0   | 6 | 0 | 0 | 6 | 3  | 16 | -13  |  | Lituanie                   | 0-1 | 1-2 | 1-4 |     |

| 1re journée                 | Lituanie | 0 - 1   | Serbie           | Stade LFF, Vilnius                            |                                               |
| 7 septembre 2018 20:45 CEST |          | (0 - 1) | 38e (pen.) Tadić | Spectateurs : 4 378 Arbitrage : Robert Madden | Spectateurs : 4 378 Arbitrage : Robert Madden |
| 7 septembre 2018 20:45 CEST | Rapport  |         |                  | Spectateurs : 4 378 Arbitrage : Robert Madden | Spectateurs : 4 378 Arbitrage : Robert Madden |

|            | Roumanie | 0 - 0 | Monténégro | Stadionul Ilie Oană, Ploiești             |                                           |
| 20:45 CEST |          |       |            | Spectateurs : 0 Arbitrage : Ivan Kružliak | Spectateurs : 0 Arbitrage : Ivan Kružliak |
| 20:45 CEST | Rapport  |       |            | Spectateurs : 0 Arbitrage : Ivan Kružliak | Spectateurs : 0 Arbitrage : Ivan Kružliak |

| 2e journée                   | Serbie           | 2 - 2   | Roumanie                          | Stade du Partizan, Belgrade                           |                                                       |
| 10 septembre 2018 20:45 CEST | Mitrović 26e 63e | (1 - 0) | 78e (pen.) Stanciu · 68e Țucudean | Spectateurs : 15 496 Arbitrage : Vladislav Bezborodov | Spectateurs : 15 496 Arbitrage : Vladislav Bezborodov |
| 10 septembre 2018 20:45 CEST | Rapport          |         |                                   | Spectateurs : 15 496 Arbitrage : Vladislav Bezborodov | Spectateurs : 15 496 Arbitrage : Vladislav Bezborodov |

|            | Monténégro                      | 2 - 0   | Lituanie | Stade pod Goricom, Podgorica                 |                                              |
| 20:45 CEST | Savić 34e (pen.) · Janković 35e | (2 - 0) |          | Spectateurs : 5 239 Arbitrage : Jakob Kehlet | Spectateurs : 5 239 Arbitrage : Jakob Kehlet |
| 20:45 CEST | Rapport                         |         |          | Spectateurs : 5 239 Arbitrage : Jakob Kehlet | Spectateurs : 5 239 Arbitrage : Jakob Kehlet |

| 3e journée                 | Lituanie       | 1 - 2   | Roumanie                  | Stade LFF, Vilnius            |                               |
| 11 octobre 2018 20:45 CEST | Žulpa (en) 90e | (0 - 1) | 13e Chipciu · 90+4e Maxim | Arbitrage : François Letexier | Arbitrage : François Letexier |
| 11 octobre 2018 20:45 CEST | Rapport        |         |                           | Arbitrage : François Letexier | Arbitrage : François Letexier |

|            | Monténégro | 0 - 2   | Serbie                  | Stade pod Goricom, Podgorica |                             |
| 20:45 CEST |            | (0 - 1) | 18e (pen.) 81e Mitrović | Arbitrage : Gianluca Rocchi  | Arbitrage : Gianluca Rocchi |
| 20:45 CEST | Rapport    |         |                         | Arbitrage : Gianluca Rocchi  | Arbitrage : Gianluca Rocchi |

| 4e journée                 | Roumanie | 0 - 0 | Serbie | Arena Națională, Bucarest |                        |
| 14 octobre 2018 15:00 CEST |          |       |        | Arbitrage : Kevin Blom    | Arbitrage : Kevin Blom |
| 14 octobre 2018 15:00 CEST | Rapport  |       |        | Arbitrage : Kevin Blom    | Arbitrage : Kevin Blom |

|            | Lituanie           | 1 - 4   | Monténégro                                               | Stade LFF, Vilnius               |                                  |
| 20:45 CEST | Baravykas (en) 88e | (0 - 3) | 10e 45+1e (pen.) Mugoša · 35e Kopitović · 86e Zorić (en) | Arbitrage : Robert Schörgenhofer | Arbitrage : Robert Schörgenhofer |
| 20:45 CEST | Rapport            |         |                                                          | Arbitrage : Robert Schörgenhofer | Arbitrage : Robert Schörgenhofer |

| 5e journée                 | Serbie                    | 2 - 1   | Monténégro | Stade de l'Étoile rouge, Belgrade    |                                      |
| 17 novembre 2018 15:00 CET | Ljajić 30e · Mitrović 32e | (2 - 0) | 70e Mugoša | Arbitrage : Alberto Undiano Mallenco | Arbitrage : Alberto Undiano Mallenco |
| 17 novembre 2018 15:00 CET | Rapport                   |         |            | Arbitrage : Alberto Undiano Mallenco | Arbitrage : Alberto Undiano Mallenco |

|           | Roumanie                             | 3 - 0   | Lituanie | Stadionul Ilie Oană, Ploiești |                         |
| 20:45 CET | Pușcaș 7e · Keșerü 47e · Stanciu 65e | (1 - 0) |          | Arbitrage : Marco Guida       | Arbitrage : Marco Guida |
| 20:45 CET | Rapport                              |         |          | Arbitrage : Marco Guida       | Arbitrage : Marco Guida |

| 6e journée                 | Serbie                                                     | 4 - 1   | Lituanie        | Stade du Partizan, Belgrade |                           |
| 20 novembre 2018 20:45 CET | Žulpa 51e (csc) · Mitrović 58e · Prijović 71e · Ljajić 74e | (0 - 0) | 64e Petravičius | Arbitrage : Kristo Tohver   | Arbitrage : Kristo Tohver |
| 20 novembre 2018 20:45 CET | Rapport                                                    |         |                 | Arbitrage : Kristo Tohver   | Arbitrage : Kristo Tohver |

|           | Monténégro | 0 - 1   | Roumanie     | Stade pod Goricom, Podgorica |                          |
| 20:45 CET |            | (0 - 1) | 44e Țucudean | Arbitrage : Felix Zwayer     | Arbitrage : Felix Zwayer |
| 20:45 CET | Rapport    |         |              | Arbitrage : Felix Zwayer     | Arbitrage : Felix Zwayer |

## Classement général
Légende des classements
- Promu en Ligue B et accédant au minimum aux barrages des éliminatoires de l'Euro 2020
- Promu en Ligue B

| Classement final de la phase de groupe Mise à jour : 20 novembre 2018, après la 6e journée. \| Ligue C \| Ligue C \| Ligue C \| Ligue C \| Ligue C \| Ligue C \| Ligue C \| Ligue C \| Ligue C \| Ligue C \| Ligue C \| \| Rang \| Nation \| Parcours \| Gr. \| MJ \| G \| N \| P \| Pts \| Bp \| Bc \| \| ------- \| ---------- \| ------------------------------- \| ------- \| ------- \| ------- \| ------- \| ------- \| ------- \| ------- \| ------- \| \| 1er \| Écosse \| Meilleur premier de groupe \| 1 \| 4 \| 3 \| 0 \| 1 \| 9 \| 10 \| 4 \| \| 2e \| Serbie \| 2e meilleur premier de groupe \| 4 \| 4 \| 3 \| 0 \| 1 \| 9 \| 5 \| 1 \| \| 3e \| Norvège \| 3e meilleur premier de groupe \| 3 \| 4 \| 2 \| 2 \| 0 \| 8 \| 6 \| 3 \| \| 4e \| Finlande \| 4e meilleur premier de groupe \| 2 \| 4 \| 2 \| 0 \| 2 \| 6 \| 3 \| 3 \| \| \| \| \| \| \| \| \| \| \| \| \| \| 5e \| Bulgarie \| Meilleur deuxième de groupe \| 3 \| 4 \| 2 \| 1 \| 1 \| 7 \| 4 \| 3 \| \| 6e \| Israël \| 2e meilleur deuxième de groupe \| 1 \| 4 \| 2 \| 0 \| 2 \| 6 \| 6 \| 5 \| \| 7e \| Hongrie \| 3e meilleur deuxième de groupe \| 2 \| 4 \| 2 \| 0 \| 2 \| 6 \| 4 \| 6 \| \| 8e \| Roumanie \| 4e meilleur deuxième de groupe \| 4 \| 4 \| 1 \| 3 \| 0 \| 6 \| 6 \| 2 \| \| \| \| \| \| \| \| \| \| \| \| \| \| 9e \| Grèce \| Meilleur troisième de groupe \| 2 \| 4 \| 2 \| 0 \| 2 \| 6 \| 3 \| 4 \| \| 10e \| Albanie \| 2e meilleur troisième de groupe \| 1 \| 4 \| 1 \| 0 \| 3 \| 3 \| 1 \| 8 \| \| 11e \| Monténégro \| 3e meilleur troisième de groupe \| 4 \| 4 \| 0 \| 1 \| 3 \| 1 \| 1 \| 5 \| \| 12e \| Chypre \| 4e meilleur troisième de groupe \| 3 \| 4 \| 0 \| 1 \| 3 \| 1 \| 2 \| 7 \| \| \| \| \| \| \| \| \| \| \| \| \| \| 13e \| Estonie \| Meilleur quatrième de groupe \| 2 \| 6 \| 1 \| 1 \| 4 \| 4 \| 4 \| 8 \| \| 14e \| Slovénie \| 2e meilleur quatrième de groupe \| 3 \| 6 \| 0 \| 3 \| 3 \| 3 \| 5 \| 8 \| \| 15e \| Lituanie \| 3e meilleur quatrième de groupe \| 4 \| 6 \| 0 \| 0 \| 6 \| 0 \| 3 \| 16 \| |            |                                 |     |    |   |   |   |     |    |    |
| Ligue C |            |                                 |     |    |   |   |   |     |    |    |
| Rang | Nation     | Parcours                        | Gr. | MJ | G | N | P | Pts | Bp | Bc |
| 1er | Écosse     | Meilleur premier de groupe      | 1   | 4  | 3 | 0 | 1 | 9   | 10 | 4  |
| 2e | Serbie     | 2e meilleur premier de groupe   | 4   | 4  | 3 | 0 | 1 | 9   | 5  | 1  |
| 3e | Norvège    | 3e meilleur premier de groupe   | 3   | 4  | 2 | 2 | 0 | 8   | 6  | 3  |
| 4e | Finlande   | 4e meilleur premier de groupe   | 2   | 4  | 2 | 0 | 2 | 6   | 3  | 3  |
| |            |                                 |     |    |   |   |   |     |    |    |
| 5e | Bulgarie   | Meilleur deuxième de groupe     | 3   | 4  | 2 | 1 | 1 | 7   | 4  | 3  |
| 6e | Israël     | 2e meilleur deuxième de groupe  | 1   | 4  | 2 | 0 | 2 | 6   | 6  | 5  |
| 7e | Hongrie    | 3e meilleur deuxième de groupe  | 2   | 4  | 2 | 0 | 2 | 6   | 4  | 6  |
| 8e | Roumanie   | 4e meilleur deuxième de groupe  | 4   | 4  | 1 | 3 | 0 | 6   | 6  | 2  |
| |            |                                 |     |    |   |   |   |     |    |    |
| 9e | Grèce      | Meilleur troisième de groupe    | 2   | 4  | 2 | 0 | 2 | 6   | 3  | 4  |
| 10e | Albanie    | 2e meilleur troisième de groupe | 1   | 4  | 1 | 0 | 3 | 3   | 1  | 8  |
| 11e | Monténégro | 3e meilleur troisième de groupe | 4   | 4  | 0 | 1 | 3 | 1   | 1  | 5  |
| 12e | Chypre     | 4e meilleur troisième de groupe | 3   | 4  | 0 | 1 | 3 | 1   | 2  | 7  |
| |            |                                 |     |    |   |   |   |     |    |    |
| 13e | Estonie    | Meilleur quatrième de groupe    | 2   | 6  | 1 | 1 | 4 | 4   | 4  | 8  |
| 14e | Slovénie   | 2e meilleur quatrième de groupe | 3   | 6  | 0 | 3 | 3 | 3   | 5  | 8  |
| 15e | Lituanie   | 3e meilleur quatrième de groupe | 4   | 6  | 0 | 0 | 6 | 0   | 3  | 16 |

## Buteurs
Mise à jour : après les rencontres du 20 novembre
| 6 buts - Aleksandar Mitrović | 5 buts - James Forrest | 4 buts - Ádám Szalai |  |

| 3 buts - Teemu Pukki - Stefan Mugoša | 2 buts - Bozhidar Kraev - Stefan Johansen - Ola Kamara | - Nicolae Stanciu - George Țucudean | - Adem Ljajić - Miha Zajc |

1 but
- Taulant Xhaka
- Kiril Despodov
- Nikolay Dimitrov
- Galin Ivanov
- Todor Nedelev
- Radoslav Vasilev
- Grigóris Kástanos
- Fotios Papoulis
- Piéros Sotiríou
- Panayiotis Zachariou
- Steven Fletcher
- Ryan Fraser
- Charles Mulgrew
- Steven Naismith
- Henri Anier
- Siim Luts
- Glen Kamara
- Pyry Soiri
- Konstantínos Fortoúnis
- Konstantínos Mítroglou
- Kóstas Manolás
- László Kleinheisler
- Ádám Nagy
- Dominik Nagy
- Willi Orban
- Roland Sallai
- Tomer Hemed
- Biram Kayal
- Dor Peretz
- Dia Saba
- Eran Zahavi
- Rolandas Baravykas
- Deimantas Petravičius
- Artūras Žulpa
- Marko Janković
- Boris Kopitović
- Stefan Savić
- Darko Zorić
- Mohamed Elyounoussi
- Bjørn Johnsen
- Ole Kristian Selnæs
- Alexandru Chipciu
- Claudiu Keșerü
- Alexandru Maxim
- George Pușcaș
- Aleksandar Prijović
- Dušan Tadić
- Robert Berić
- Nejc Skubic
- Benjamin Verbič

1 but contre son camp  (csc)
- Berat Djimsiti (contre l’Écosse)
- Kieran Tierney (contre Israël)
- Albin Granlund (contre la Grèce)
- Konstantinos Lambropoulos (contre l'Estonie)
- Máté Pátkai (contre l'Estonie)
- Artūras Žulpa (contre la Serbie)
- Petar Stojanović (contre Chypre)

## Barrages de la voie de la Ligue C pour l'Euro 2020
Dans chaque ligue, les quatre meilleures équipes n'ayant pas pu se qualifier à l'issue des éliminatoires du Championnat d'Europe 2020 prennent part à des barrages durant le mois de mars 2020. Les places de barrages sont attribuées dans un premier temps aux vainqueurs de chaque groupe. Si, dans le cas échéant, ceux-ci sont déjà qualifiés pour la phase finale de l'Euro, ces places seront attribuées à l'équipe suivante la mieux classée dans la même ligue, et ainsi de suite.  Si dans une ligue, moins de quatre équipes ne sont pas qualifiées pour la phase finale du Championnat d'Europe, les places restantes, par un système de repêchage, sont attribuées à (ou aux) équipe(s) suivante(s) la(les) mieux classée(s) dans la division inférieure (s'il en est de même dans la division inférieure, d'autres équipes seront repêchées dans les divisions plus inférieures, réparties alors, selon leurs classements décroissants, dans les barrages des divisions supérieures). Si le cas échéant toutes les équipes d'une même division sont déjà qualifiées à l'issue des éliminatoires, deux équipes seront de fait qualifiées lors des barrages de la division restante la mieux classée.
Les barrages consistent en deux demi-finales en confrontation unique qui voit l'équipe la mieux classée affronter le quatrième à domicile tandis le deuxième accueille le troisième, suivis d'une finale, entre les deux vainqueurs de ces demi-finales, dont un des deux finalistes sera l'hôte. Les quatre gagnants de ces barrages prendront ainsi part à la phase finale du Championnat d'Europe, signifiant qu'au moins une équipe de chaque division de la Ligue des nations se qualifie pour la compétition.